# Perry Christie
Perry Gladstone Christie (n. 1943) advogado, ex-atleta e político, foi primeiro-ministro das Bahamas entre 2002 e 2007, tendo voltado a ocupar o cargo a partir de 2012.